# نایجل هاثورن
سر نایجل بارنارد هاثورن (به انگلیسی: Sir Nigel Barnard Hawthorne) (زاده ۵ آوریل ۱۹۲۹ — درگذشته ۲۶ دسامبر ۲۰۰۱) بازیگر اهل انگلستان بود.
او بیشتر برای نقش‌آفرینی در سریال تلویزیونی بله آقای وزیر در دهه ۱۹۸۰ میلادی شناخته می‌شود.
او همچنین در چیز مورد علاقه من، ویکتوریا و آلبرت، گوژپشت نتردام، ادوارد و خانم سیمپسون، جام جهانی: روایت یک کاپیتان، خاطرات لاک‌پشت، مادلین و داستان دو شهر و سریال مادام کوری (در نقش پی‌یر کوری) بازی کرده‌است.

## جوایز و افتخارات
- برنده بفتای بهترین بازیگر نقش اول مرد برای فیلم جنون شاه جرج در سال ۱۹۹۵